# Rognvald Kali Kolsson
Rognvald ou Ragnvald Kali Kolsson (né vers 1100, mort le 20 août 1158) fut un comte des Orcades en 1137 et un saint catholique.

## Origine
Kali est le fils de Kolr Kalasson et de Gunnhildr Erlendsdottir la sœur du Jarl Magnus Erlendsson « Helgi » (c.-à-d. « le Saint »). Il est élevé en Norvège mais rencontre à l’âge de 15 ans lors d’un voyage en Angleterre le prétendant Gillichrist avec qui il participe au combat de Fyrleiv le 10 août 1134. Ce dernier devenu seul roi de Norvège lui confirme en 1135 le titre de Jarl qui lui avait déjà été accordé en 1129 par son pseudo demi-frère le roi Sigurd Ier de Norvège.
À cette occasion, à la demande de sa mère, il adopte le nom dynastique de « Ragnvald/Rögnvaldr » sous lequel il sera désormais connu. Selon la saga des Orcadiens sa mère choisit ce nom en l’honneur du Jarl Rognvald Brusason qui selon elle « avait été le meilleur de tous les Jarls ».

## Règne
Après un premier échec Rognvald réussit à s’implanter aux Orcades en 1137 après avoir fait alliance avec la famille de la puissante Frakokk Moddandottir en exil au Sutherland et qui avec les siens contrôlait le Caithness. Le Jarl Paul Haakonsson doit s’exiler en Atholl chez sa sœur Magret où il disparaît.
Rognvald devenu Jarl commence alors en 1137 l’édification de la cathédrale de Kirkwall, capitale des Orcades, dans laquelle seront transférées les reliques de son oncle Magnus Erlendsson. Pour ce faire il propose aux paysans de racheter leurs droits allodiaux pour un mark d’argent par arpent de terre. 
Après deux ans de pouvoir, Rognvald exerce également à partir de 1139 la fonction de régent pour le compte d’Harald Maddadsson, le jeune neveu et héritier âgé de 5 ans de Paul Haakonsson. Il contrôle ainsi le Caithness qui fait partie de l’héritage de ce dernier.
En 1153 Rognvald entreprend après une visite en Norvège une croisade-pèlerinage à la tête d’une flottille de quinze navires. Il est accompagné par Vilhjalmr Ier l’évêque des Orcades suffragant de Nidaros et par plusieurs nobles de la cour du roi Inge Ier de Norvège dont Erling Skakke qui était devenu son ami.   
L’expédition de Rognvald  fait voile vers l’Écosse puis l’Angleterre avant d’atteindre l’Espagne et la Méditerranée et de combattre les musulmans. La saga des Orcadiens rapporte la romance courtoise qui aurait lié le Jarl poète avec la vicomtesse Ermengarde de Narbonne pour qui il compose des chants en poésie scaldique. Après de nombreuses aventures qui les auraient conduits en Afrique et en Crète, le Jarl et ses compagnons accostent enfin à Acre en Palestine en 1154. Rognvald visite Jérusalem et les lieux Saints avant de repartir vers Constantinople où il est reçu par l’empereur Manuel Ier Comnène. Le Jarl revient ensuite par la Bulgarie jusqu’en Apulie. Il abandonne alors ses navires avec l’évêque pour visiter Rome et revenir en Norvège par « le chemin habituel des pèlerins », soit l’Allemagne et le Danemark.  
Pendant ce temps aux Orcades après la mort du comte Ottar Moddansson de Thurso, le frère de Frakokk, le roi d’Écosse Malcolm IV avait investi comme comte de Caithness en 1154 un cousin de Harald Maddadsson nommé Erlend Haraldsson. Dès son retour aux Orcades fin 1155, Rognvald et Harald Maddadsson s’allient contre Erlend qui est vaincu en octobre puis tué le 21 décembre 1156.
Deux ans plus tard le 20 août 1158 Rognvald est assassiné avec huit de ses hommes par Torbjørn Klerk le « père nourricier » d’Harald Maddadsson, banni par Rognvald pour avoir tué un des membres de sa garde.
Son corps est transporté dans la cathédrale Saint-Magnus de Kirkwall, où il est inhumé aux côtés de celui de son oncle. Des miracles ne tardent pas à être constatés, tant sur sa tombe qu’à l‘endroit de sa mort, et Rognvald sera finalement canonisé selon les Annales islandaises en 1192 par le pape Célestin III.

## Postérité
Le Jarl Rognvald ne laisse comme héritier qu’une fille unique :
- Ingrid qui avait épousé Erick stagbrellr (c.-à-d. la cargue)[9] dont cinq enfants :
  - Harald Ungi ;
  - Magnus mangi tué en 1184 lors de la bataille de Fimreite ;
  - Rognvald tué en 1198 aux côtés d’Harald Ungi ;
  - Ingibjorg épouse de Gille Christ d’Angus ;
  - Elin ;
  - Raghnhildr épouse de Lifolfr skalli (c.-à-d. le chauve) (tué en 1198) puis mère de Snaekoll Gunnisson.